# 午前0時の森
『午前0時の森』（ごぜん0じのもり）は、日本テレビ系列で2022年（令和4年）4月11日から2024年（令和6年）3月26日まで月曜日及び火曜日の『プラチナイト』枠で放送されていたバラエティ番組。

## 概要
本番組は、令和のニッポンで今日または最近起こった、そしてこの先に起こりそうな森羅万象について大小を問わずポジティブかつハッピーに語り合う1時間のトーク番組である。番組のコンセプトは「今日話したいちょっぴり旬な出来事をアテに盛り上がる"おしゃべりの記録"」であることが番組のオープニングで説明されている。
放送内容は毎回異なり、各回の放送当日にゲストが東京・汐留のスタジオに現れ、超実験的企画を繰り広げる。本番組の放送枠である『プラチナイト』で、二つの曜日を連続して一つのレギュラー番組を放送するのは初である。
月曜日のMCを担当する村上信五（SUPER EIGHT）は、本番組の放送枠の前番組である『月曜から夜ふかし』のMCを務めていることから2番組連続での起用となった。また、『月曜から夜ふかし』が2022年4月より放送枠を月曜22時台に移動して放送しているため、同局の月曜夜のバラエティ番組のメインキャストを2番組担当することとなった。
レギュラー放送に先駆け、パイロット版が2022年3月21日（月曜日）23:59 - 翌0:54（JST）に放送された。尚、番組の発表やパイロット版放送当時は、番組内容は「午前0時に生放送されるその日のゲストと、どんなリクエストも受け止めるMC2人が、挑戦的企画を繰り広げる超実験的生バラエティ番組」とし、村上・劇団・若林・水卜の立ち位置は企画を受け止めるアシスタント「スーパーアシスタント」、日替わりのゲストをMCとしていたが、後述する問題が発生したことを踏まえ、レギュラー放送時にはスーパーアシスタントをMC、MCをゲストに変更し、番組は当日の夕方からの事前収録（擬似生放送）となった。更にパイロット版で使用されたBGMも全て一新された。その後、2023年1月23日から月曜に限り事前収録から生放送に変更となった（レギュラー放送での生放送は初めて）。火曜日に関しては後述する事情もあり、収録体制を継続している。
2023年6月20日放送分からは、火曜日の放送は内容を改め、事前収録によるトーク主体のバラエティ『おかえり、こっち側の集い』を放送している。これにより、当番組は月曜日が生放送、火曜日が事前収録の完パケ番組と構成・内容が完全に分けられることとなった。
2024年3月いっぱいで終了予定であることが、2024年2月12日放送分の月曜版の冒頭で司会である劇団、村上が発表した。水面下では既に、2023年6月には番組の終了が内定していたと司会二人は言及している。しかし、翌13日の火曜版については、番組終了について何も触れていなかったが、20日の放送で、火曜日の収録があと2回までと触れられていた。そして、月曜の生放送は3月25日に、火曜放送の『おかえり、こっち側の集い』は翌26日をもって放送を終了した。2024年4月以後は木曜日（1時間枠の木曜ドラマ）を除き、30分+25分のバラエティー2部構成に再編される。

## 出演者
職業記載の無い人物は、日本テレビアナウンサー。

### MC
月曜日
- 村上信五（SUPER EIGHT）
- 劇団ひとり（お笑いタレント）

火曜日
- 若林正恭（オードリー）
- 水卜麻美 - 

### きょうの天気予報の森
- 小髙茉緒（月曜日：2022年3月21日 - 2024年3月25日、火曜日：2022年4月12日 - 9月27日）[注 6]

### 過去
- 林田美学（火曜日：2022年10月4日 - 2023年5月30日） - きょうの天気予報の森担当

外ロケリポーター
- 春日俊彰（オードリー）- 2023年6月20日のリニューアル前の火曜日に不定期出演
- TAIGA - 2023年6月20日のリニューアル前の火曜日に不定期出演

## 構成
オープニングトーク
放送開始から1分間のカウキャッチャーを挟んだ後に時報が鳴り「午前0時になりました。」とナレーションされて番組が開始する。冒頭ではMCの2人が前回からの反響や身の回りで起きた出来事などについてトークをした後に放送日までに起きた話題などが5つほど書かれたボード「〇〇〇〇年〇月〇日に話しておきたいの森」(〇には放送日が入る)の中からトークを展開することもある。また、月曜日の放送回では究極の食を探し求める企画が放送され、カツカレー、うな重、お米、コロッケ、オリーブオイル、牛丼などを試し、時には劇団が丸一日(日曜夕方から収録開始まで)絶食した状態で評価を下すこともあった。
なお、放送中に3回挟まれるCMのタイミングはスタッフではなく、MCの2人がそれぞれの机上にあるボタンを押すとCM入り前の音楽が流れ（最後のCM入り前は音楽は流れない）、CMに入る仕組みとなっていたり、撮って出しの擬似生放送のため、今何を話しているかが分かるようにスタッフがホワイトボードにその日の流れを書く議事録を取ったり、火曜日の放送回では視聴率が低かった放送局の地域の特産品を写すなど特殊な試みも行われている。

メイントーク
オープニングトークをした後は「〇〇〇〇年〇月〇日に話しておきたいの森」の一番下に書かれているトークテーマについてスタジオにゲストを呼んだり、事前に用意したボードやVTRを見ながらトークをしていく。傾向として月曜日は本格的に初共演となるMC2人の親睦を深める企画や大人の相棒として椅子や革靴、革カバン、白Tシャツといったものを番組内で購入したり、ディベートや板書力、褒め方、叱り方といったビジネススキルにまつわるものが多く、火曜日は様々なデータを見ながらトークを展開したり、ゲストや一般人からの悩み相談にMC2人が答えていく放送が多いが、企画内容は回によって大きく異なる。また、この番組において劇団が髪の分け目の方向を視聴者の投票で決めたり、若林が隠れグルメ通であることをきっかけにおすすめのグルメを紹介する企画や「たりないふたり」などで若林と共演し本番組のファンを明言している山里亮太をゲストに呼んだり、水卜がビートルズへの愛について全編語った放送回もある。

きょうの天気予報の森
小髙茉緒、林田美学アナウンサーによる放送日翌日の全国各地の天気予報をお送りするコーナーだが、通常の報道番組などで行われている天気予報とは異なり、全国のイベント情報やその日に誕生日を迎えた芸能人の出身地などを紹介したり、その回で取り上げたメインテーマと引っ掛けたものから小髙アナのゆかりの地や得意とするバドミントンを活かして制限時間内で的に当てたり、林田アナの特技である和太鼓を叩きながら天気を伝えるものまで毎回、趣向を凝らした天気予報をお届けするコーナーとなっている。そのため、毎回、紹介する天気の都市は異なっている。
天気予報という内容の性質上、事前収録の本編とは異なりこのコーナーのみ生放送である。なお、見逃し配信では内容が成立しないため、TVerやhuluなどのネット配信においてはこのコーナーのみ配信はされていない。
おかえり、こっち側の集い

## 放送リスト

### 月曜日
| 回                                                                         | 放送日                                                                     | メインテーマ                                                               | ゲスト                                                                     | 備考                                                                       | 出典   |
| -------------------------------------------------------------------------- | -------------------------------------------------------------------------- | -------------------------------------------------------------------------- | -------------------------------------------------------------------------- | -------------------------------------------------------------------------- | ------ |
| 0                                                                          | 3月21日                                                                    | テレビに水着のお姉ちゃんでなくなったの森                                   | 前田日明、橋本梨菜、河路由希子、堀江りほ、比留川マイ、RaMu                 | [ 注 12 ]                                                                  | [ 16 ] |
| 1                                                                          | 4月11日                                                                    | 2022年4月11日に話しておきたい森                                            | 無し                                                                       | [ 注 13 ]                                                                  | [ 17 ] |
| 2                                                                          | 4月18日                                                                    | 芸能人魂のスピーチがバズっている!省吾と信五も挑戦の森                      | 千葉佳織（スピーチライター）                                               |                                                                            | [ 18 ] |
| 3                                                                          | 4月25日                                                                    | ディベートスキルを学びたい有名人ランキングが発表されたの森                 | 太田龍樹（ディベートのスペシャリスト）                                     |                                                                            | [ 19 ] |
| 4                                                                          | 5月2日                                                                     | 1時間ドラマを5分30秒で観る人が出始めたの森                                 | 稲田豊史（ライター/編集者）                                                | [ 注 14 ]                                                                  | [ 22 ] |
| 5                                                                          | 5月9日                                                                     | 視聴者からのお願い省吾と信五2人の距離を縮めてほしいの森                    | 山名裕子（公認心理師）                                                     |                                                                            | [ 23 ] |
| 6                                                                          | 5月16日                                                                    | 5月は名言に救いを求める人が増えるの森                                      | 佐々木圭一（「伝え方が9割」著者）                                          |                                                                            | [ 24 ] |
| 7                                                                          | 5月23日                                                                    | 対面会議が再開…社員の"板書力"が低下している?の森                           | 山田夏子（板書のプロ・グラフィックファシリテーション）                     |                                                                            | [ 25 ] |
| 8                                                                          | 5月30日                                                                    | 省吾 自宅の椅子がボロボロ過ぎて困ってるの森                                | 伊藤僚範（チェアコンシェルジュ）                                           | [ 注 15 ]                                                                  | [ 26 ] |
| 9                                                                          | 6月6日                                                                     | 心霊番組がピンチを迎えているの森                                           | 高橋直子（テレビ番組制作リサーチャー）、ぁみ（令和怪談家）                 | [ 注 16 ]                                                                  | [ 27 ] |
| 10                                                                         | 6月13日                                                                    | 現代の悩み…褒め方が分からない大人が増えている?の森                         | 原邦雄（ほめ育コンサルタント）                                             |                                                                            | [ 28 ] |
| 11                                                                         | 6月20日                                                                    | 叱り方が分からない!の森                                                    | 齋藤直美（叱り方のスペシャリスト）                                         |                                                                            | [ 29 ] |
| 12                                                                         | 6月27日                                                                    | 大人が絵本に安らぎを求めているの森                                         | 東條知美（絵本コーディネーター）                                           |                                                                            | [ 30 ] |
| 13                                                                         | 7月4日                                                                     | 省吾と信五の希望を叶える!"男の2人旅"に行こうの森                           | 板垣侑季（旅色コンシェルジュ）                                             |                                                                            | [ 31 ] |
| 7月11日は『1番持ち寄りバラエティ 我がMAX』放送のため、放送を休止。         | 7月11日は『1番持ち寄りバラエティ 我がMAX』放送のため、放送を休止。         | 7月11日は『1番持ち寄りバラエティ 我がMAX』放送のため、放送を休止。         | 7月11日は『1番持ち寄りバラエティ 我がMAX』放送のため、放送を休止。         | 7月11日は『1番持ち寄りバラエティ 我がMAX』放送のため、放送を休止。         | [ 32 ] |
| 14                                                                         | 7月18日                                                                    | 男の身だしなみが今求められているの森                                       | EBATO（メンズ美容のスペシャリスト）                                        |                                                                            | [ 33 ] |
| 15                                                                         | 7月25日                                                                    | 省吾 一生モノの革靴を手に入れたいの森                                      | 菅原幸裕（靴専門誌『LAST』編集長）                                         |                                                                            | [ 34 ] |
| 16                                                                         | 8月1日                                                                     | 大人の相棒シリーズ 〜省吾、一生モノの革カバンを買う〜の森                  | 奥家慎二（宝島社『MonoMax』編集長）                                        |                                                                            | [ 35 ] |
| 17                                                                         | 8月8日                                                                     | 8月8日はライオンズゲートが最大に開く?の森                                  | 武良信行、千葉さん、中津川昴（コンタクティー）                             |                                                                            | [ 36 ] |
| 18                                                                         | 8月15日                                                                    | トムの通訳30年 戸田奈津子"通訳引退"の森                                    | 戸田奈津子（トムに一番近い日本人）                                         |                                                                            | [ 37 ] |
| 19                                                                         | 8月22日                                                                    | 大人の相棒シリーズ 〜一生モノの白Tが欲しい〜の森                           | 夏目拓也（白Tのスペシャリスト）                                            |                                                                            | [ 38 ] |
| 8月29日は『見取り図×ニューヨークのなりたいテレビ』放送のため、放送を休止。 | 8月29日は『見取り図×ニューヨークのなりたいテレビ』放送のため、放送を休止。 | 8月29日は『見取り図×ニューヨークのなりたいテレビ』放送のため、放送を休止。 | 8月29日は『見取り図×ニューヨークのなりたいテレビ』放送のため、放送を休止。 | 8月29日は『見取り図×ニューヨークのなりたいテレビ』放送のため、放送を休止。 | [ 39 ] |
| 20                                                                         | 9月5日                                                                     | 現代社会 転職市場が盛り上がっている。の森                                  | 大浦征也（転職のスペシャリスト）                                           |                                                                            | [ 40 ] |
| 21                                                                         | 9月12日                                                                    | 省吾持ち込み企画! 指揮者ならオレにも出来そうの森                           | 佐々木新平（ヤマハ吹奏楽団 常任指揮者）、東京室内管弦楽団                  |                                                                            | [ 41 ] |
| 22                                                                         | 9月19日                                                                    | 省吾、一流のホテルのオムレツを作りたいの森                                 | 坂巻順一（星野リゾート料理監修）                                           | [ 注 17 ]                                                                  | [ 42 ] |
| 23                                                                         | 9月26日                                                                    | 省吾・信五 大人の2人旅 心の距離をどれだけ縮まった?の森                     | 無し                                                                       |                                                                            | [ 43 ] |
| 24                                                                         | 10月3日                                                                    | 知られざるおいしいキノコがあるの森                                         | 和田匠平（キノコ専門家）                                                   |                                                                            | [ 44 ] |
| 25                                                                         | 10月10日                                                                   | 省吾45歳、体力&記憶力をチェックしようの森                                  | 大日方嘉行（整形外科医・スポーツ医）、おおたわ史絵（総合内科専門医）       |                                                                            | [ 45 ] |

### 火曜日
| 回                                                                    | 放送日                                                                | メインテーマ                                                          | ゲスト | 備考                                                                  | 出典   |
| --------------------------------------------------------------------- | --------------------------------------------------------------------- | --------------------------------------------------------------------- | --- | --------------------------------------------------------------------- | ------ |
| 1                                                                     | 4月12日                                                               | 人見知りな人呼んでますの森                                            | 玉城ティナ |                                                                       | [ 46 ] |
| 2                                                                     | 4月19日                                                               | ファンが少なすぎて悩んでいる人が来てるの森                            | 瑛人 |                                                                       | [ 47 ] |
| 3                                                                     | 4月26日                                                               | ナイツが若林に聞きたい話があるらしい…の森                             | ナイツ |                                                                       | [ 48 ] |
| 4                                                                     | 5月3日                                                                | 2022年5月3日に話しておきたい森                                        | 無し | [ 注 18 ]                                                             | [ 49 ] |
| 5                                                                     | 5月10日                                                               | 「春の悩める若人」の相談に乗ってみるの森                              | 無し |                                                                       | [ 50 ] |
| 6                                                                     | 5月17日                                                               | キサラ芸人をスタジオに呼んでみた…の森                                 | ダブルネーム、NinKi Kids、ニッチロー、古賀シュウ、マイコーりょう、セニョール玉置                                       |                                                                       | [ 51 ] |
| 7                                                                     | 5月24日                                                               | 隠れグルメ若林がどうしても水卜に食べて欲しいモノがあるの森            | 飯野雅司（あぺたいと代表）                                                                                             |                                                                       | [ 52 ] |
| 8                                                                     | 5月31日                                                               | 県民約220万人に捧ぐ〜新潟ごひいきSP〜                                 | 小山章司（TeNYテレビ新潟社長）、小林幸子（新潟市観光大使）、中村剛（TeNYテレビ新潟コンテンツ戦略部）、道場拓哉（同上） | [ 注 21 ]                                                             | [ 53 ] |
| 9                                                                     | 6月7日                                                                | 若林と水卜の関係者たちが相談しに来た…の森                             | 道場拓哉、森富美、阿部祐二、飯野雅司、塚本直毅                                                                         |                                                                       | [ 54 ] |
| 10                                                                    | 6月14日                                                               | 過去の火曜日のテレビ欄を集めてみたの森                                | 無し |                                                                       | [ 55 ] |
| 11                                                                    | 6月21日                                                               | 若者、デートしないことがわかったの森                                  | 無し |                                                                       | [ 56 ] |
| 12                                                                    | 6月28日                                                               | 6月29日はビートルズ来日記念日の森                                     | 安田顕 |                                                                       | [ 57 ] |
| 13                                                                    | 7月5日                                                                | 山里亮太がどうしても相談したいこと                                    | 山里亮太 |                                                                       | [ 58 ] |
| 7月12日は『ポテンシャル研究所』放送のため、放送を休止。               | 7月12日は『ポテンシャル研究所』放送のため、放送を休止。               | 7月12日は『ポテンシャル研究所』放送のため、放送を休止。               | 7月12日は『ポテンシャル研究所』放送のため、放送を休止。                                                                | 7月12日は『ポテンシャル研究所』放送のため、放送を休止。               | [ 59 ] |
| 14                                                                    | 7月19日                                                               | 様々な人に番組の評判を聞いてみましたの森                              | 野口聡一、慶應義塾放送研究会、日テレ内で働く業界人6名                                                                  |                                                                       | [ 60 ] |
| 15                                                                    | 7月26日                                                               | 迷える水卜の同僚たちが相談しに来た…の森                               | 小髙茉緒、澁谷善ヘイゼル、菅谷大介                                                                                     |                                                                       | [ 61 ] |
| 16                                                                    | 8月2日                                                                | 日テレチャレンジ枠「サンバリュ」の歴史の森                            | 春日俊彰 | [ 注 25 ]                                                             | [ 63 ] |
| 17                                                                    | 8月9日                                                                | いろんな日本地図に触れてみるの森                                      | 無し |                                                                       | [ 64 ] |
| 18                                                                    | 8月16日                                                               | いろいろな日本地図を検証してみようの森                                | 春日俊彰 |                                                                       | [ 66 ] |
| 19                                                                    | 8月23日                                                               | 若林が"好きな司会者ランキング"に続き"あのランキング"でも好調!の森     | 松岡真菜（マーケット調査のプロ）、徳井健太（芸人考案のプロ）                                                           |                                                                       | [ 67 ] |
| 8月30日は『あのとき告っていればどうなった!?』放送のため、放送を休止。 | 8月30日は『あのとき告っていればどうなった!?』放送のため、放送を休止。 | 8月30日は『あのとき告っていればどうなった!?』放送のため、放送を休止。 | 8月30日は『あのとき告っていればどうなった!?』放送のため、放送を休止。                                                  | 8月30日は『あのとき告っていればどうなった!?』放送のため、放送を休止。 | [ 68 ] |
| 20                                                                    | 9月6日                                                                | 『午前0時的』山手線論極めるの森                                       | 無し |                                                                       | [ 69 ] |
| 21                                                                    | 9月13日                                                               | 大分県民は本当に協調性がないのか検証の森                              | 春日俊彰 |                                                                       | [ 70 ] |
| 22                                                                    | 9月20日                                                               | 水卜アナお休み中に若林がハピバの森                                    | 小籔千豊 | [ 注 28 ]                                                             | [ 71 ] |
| 23                                                                    | 9月27日                                                               | 色んなものを冷凍してみたの森                                          | 無し |                                                                       | [ 72 ] |
| 24                                                                    | 10月4日                                                               | ストレス解消法No.1決定戦の森                                          | 無し |                                                                       | [ 73 ] |
| 25                                                                    | 10月11日                                                              | 読書の秋なので若林がイチオシの本を紹介するの森                        | 無し |                                                                       | [ 74 ] |

## ネット局

### パイロット版
| 放送対象地域   | 放送局                    | 系列                                         | 放送日時                     | ネット状況 |
| -------------- | ------------------------- | -------------------------------------------- | ---------------------------- | ---------- |
| 関東広域圏     | 日本テレビ（NTV）         | 日本テレビ系列                               | 2022年3月21日 23:59 - 翌0:54 | 制作局     |
| 北海道         | 札幌テレビ（STV）         | 日本テレビ系列                               | 2022年3月21日 23:59 - 翌0:54 | 同時ネット |
| 青森県         | 青森放送（RAB）           | 日本テレビ系列                               | 2022年3月21日 23:59 - 翌0:54 | 同時ネット |
| 岩手県         | テレビ岩手（TVI）         | 日本テレビ系列                               | 2022年3月21日 23:59 - 翌0:54 | 同時ネット |
| 宮城県         | ミヤギテレビ（MMT）       | 日本テレビ系列                               | 2022年3月21日 23:59 - 翌0:54 | 同時ネット |
| 秋田県         | 秋田放送（ABS）           | 日本テレビ系列                               | 2022年3月21日 23:59 - 翌0:54 | 同時ネット |
| 山形県         | 山形放送（YBC）           | 日本テレビ系列                               | 2022年3月21日 23:59 - 翌0:54 | 同時ネット |
| 福島県         | 福島中央テレビ（FCT）     | 日本テレビ系列                               | 2022年3月21日 23:59 - 翌0:54 | 同時ネット |
| 山梨県         | 山梨放送（YBS）           | 日本テレビ系列                               | 2022年3月21日 23:59 - 翌0:54 | 同時ネット |
| 新潟県         | テレビ新潟（TeNY）        | 日本テレビ系列                               | 2022年3月21日 23:59 - 翌0:54 | 同時ネット |
| 長野県         | テレビ信州（TSB）         | 日本テレビ系列                               | 2022年3月21日 23:59 - 翌0:54 | 同時ネット |
| 静岡県         | 静岡第一テレビ（SDT）     | 日本テレビ系列                               | 2022年3月21日 23:59 - 翌0:54 | 同時ネット |
| 富山県         | 北日本放送（KNB）         | 日本テレビ系列                               | 2022年3月21日 23:59 - 翌0:54 | 同時ネット |
| 石川県         | テレビ金沢（KTK）         | 日本テレビ系列                               | 2022年3月21日 23:59 - 翌0:54 | 同時ネット |
| 福井県         | 福井放送（FBC）           | 日本テレビ系列                               | 2022年3月21日 23:59 - 翌0:54 | 同時ネット |
| 中京広域圏     | 中京テレビ（CTV）         | 日本テレビ系列                               | 2022年3月21日 23:59 - 翌0:54 | 同時ネット |
| 近畿広域圏     | 読売テレビ（ytv）         | 日本テレビ系列                               | 2022年3月21日 23:59 - 翌0:54 | 同時ネット |
| 鳥取県・島根県 | 日本海テレビ（NKT）       | 日本テレビ系列                               | 2022年3月21日 23:59 - 翌0:54 | 同時ネット |
| 広島県         | 広島テレビ（HTV）         | 日本テレビ系列                               | 2022年3月21日 23:59 - 翌0:54 | 同時ネット |
| 山口県         | 山口放送（KRY）           | 日本テレビ系列                               | 2022年3月21日 23:59 - 翌0:54 | 同時ネット |
| 徳島県         | 四国放送（JRT）           | 日本テレビ系列                               | 2022年3月21日 23:59 - 翌0:54 | 同時ネット |
| 香川県・岡山県 | 西日本放送（RNC）         | 日本テレビ系列                               | 2022年3月21日 23:59 - 翌0:54 | 同時ネット |
| 愛媛県         | 南海放送（RNB）           | 日本テレビ系列                               | 2022年3月21日 23:59 - 翌0:54 | 同時ネット |
| 高知県         | 高知放送（RKC）           | 日本テレビ系列                               | 2022年3月21日 23:59 - 翌0:54 | 同時ネット |
| 福岡県         | 福岡放送（FBS）           | 日本テレビ系列                               | 2022年3月21日 23:59 - 翌0:54 | 同時ネット |
| 長崎県         | 長崎国際テレビ（NIB）     | 日本テレビ系列                               | 2022年3月21日 23:59 - 翌0:54 | 同時ネット |
| 熊本県         | くまもと県民テレビ（KKT） | 日本テレビ系列                               | 2022年3月21日 23:59 - 翌0:54 | 同時ネット |
| 大分県         | テレビ大分（TOS）         | 日本テレビ系列 フジテレビ系列                | 2022年3月21日 23:59 - 翌0:54 | 同時ネット |
| 宮崎県         | テレビ宮崎（UMK）         | 日本テレビ系列 フジテレビ系列 テレビ朝日系列 | 2022年3月21日 23:59 - 翌0:54 | 同時ネット |
| 鹿児島県       | 鹿児島読売テレビ（KYT）   | 日本テレビ系列                               | 2022年3月21日 23:59 - 翌0:54 | 同時ネット |

### レギュラー版
| 放送対象地域   | 放送局                    | 系列                                         | 放送日時                | 放送期間                      | 備考      |
| -------------- | ------------------------- | -------------------------------------------- | ----------------------- | ----------------------------- | --------- |
| 関東広域圏     | 日本テレビ（NTV）         | 日本テレビ系列                               | 月・火曜 23:59 - 翌0:54 | 2022年4月11日 - 2024年3月26日 | 制作局    |
| 北海道         | 札幌テレビ（STV）         | 日本テレビ系列                               | 月・火曜 23:59 - 翌0:54 | 2022年4月11日 - 2024年3月26日 |           |
| 青森県         | 青森放送（RAB）           | 日本テレビ系列                               | 月・火曜 23:59 - 翌0:54 | 2022年4月11日 - 2024年3月26日 |           |
| 岩手県         | テレビ岩手（TVI）         | 日本テレビ系列                               | 月・火曜 23:59 - 翌0:54 | 2022年4月11日 - 2024年3月26日 |           |
| 宮城県         | ミヤギテレビ（MMT）       | 日本テレビ系列                               | 月・火曜 23:59 - 翌0:54 | 2022年4月11日 - 2024年3月26日 |           |
| 秋田県         | 秋田放送（ABS）           | 日本テレビ系列                               | 月・火曜 23:59 - 翌0:54 | 2022年4月11日 - 2024年3月26日 |           |
| 山形県         | 山形放送（YBC）           | 日本テレビ系列                               | 月・火曜 23:59 - 翌0:54 | 2022年4月11日 - 2024年3月26日 |           |
| 福島県         | 福島中央テレビ（FCT）     | 日本テレビ系列                               | 月・火曜 23:59 - 翌0:54 | 2022年4月11日 - 2024年3月26日 |           |
| 山梨県         | 山梨放送（YBS）           | 日本テレビ系列                               | 月・火曜 23:59 - 翌0:54 | 2022年4月11日 - 2024年3月26日 |           |
| 新潟県         | テレビ新潟（TeNY）        | 日本テレビ系列                               | 月・火曜 23:59 - 翌0:54 | 2022年4月11日 - 2024年3月26日 |           |
| 長野県         | テレビ信州（TSB）         | 日本テレビ系列                               | 月・火曜 23:59 - 翌0:54 | 2022年4月11日 - 2024年3月26日 |           |
| 静岡県         | 静岡第一テレビ（SDT）     | 日本テレビ系列                               | 月・火曜 23:59 - 翌0:54 | 2022年4月11日 - 2024年3月26日 |           |
| 富山県         | 北日本放送（KNB）         | 日本テレビ系列                               | 月・火曜 23:59 - 翌0:54 | 2022年4月11日 - 2024年3月26日 |           |
| 石川県         | テレビ金沢（KTK）         | 日本テレビ系列                               | 月・火曜 23:59 - 翌0:54 | 2022年4月11日 - 2024年3月26日 |           |
| 福井県         | 福井放送（FBC）           | 日本テレビ系列                               | 月・火曜 23:59 - 翌0:54 | 2022年4月11日 - 2024年3月26日 |           |
| 中京広域圏     | 中京テレビ（CTV）         | 日本テレビ系列                               | 月・火曜 23:59 - 翌0:54 | 2022年4月11日 - 2024年3月26日 |           |
| 近畿広域圏     | 読売テレビ（ytv）         | 日本テレビ系列                               | 月・火曜 23:59 - 翌0:54 | 2022年4月11日 - 2024年3月26日 |           |
| 鳥取県・島根県 | 日本海テレビ（NKT）       | 日本テレビ系列                               | 月・火曜 23:59 - 翌0:54 | 2022年4月11日 - 2024年3月26日 |           |
| 広島県         | 広島テレビ（HTV）         | 日本テレビ系列                               | 月・火曜 23:59 - 翌0:54 | 2022年4月11日 - 2024年3月26日 |           |
| 山口県         | 山口放送（KRY）           | 日本テレビ系列                               | 月・火曜 23:59 - 翌0:54 | 2022年4月11日 - 2024年3月26日 |           |
| 徳島県         | 四国放送（JRT）           | 日本テレビ系列                               | 月・火曜 23:59 - 翌0:54 | 2022年4月11日 - 2024年3月26日 |           |
| 香川県・岡山県 | 西日本放送（RNC）         | 日本テレビ系列                               | 月・火曜 23:59 - 翌0:54 | 2022年4月11日 - 2024年3月26日 |           |
| 愛媛県         | 南海放送（RNB）           | 日本テレビ系列                               | 月・火曜 23:59 - 翌0:54 | 2022年4月11日 - 2024年3月26日 |           |
| 高知県         | 高知放送（RKC）           | 日本テレビ系列                               | 月・火曜 23:59 - 翌0:54 | 2022年4月11日 - 2024年3月26日 |           |
| 福岡県         | 福岡放送（FBS）           | 日本テレビ系列                               | 月・火曜 23:59 - 翌0:54 | 2022年4月11日 - 2024年3月26日 |           |
| 長崎県         | 長崎国際テレビ（NIB）     | 日本テレビ系列                               | 月・火曜 23:59 - 翌0:54 | 2022年4月11日 - 2024年3月26日 |           |
| 熊本県         | くまもと県民テレビ（KKT） | 日本テレビ系列                               | 月・火曜 23:59 - 翌0:54 | 2022年4月11日 - 2024年3月26日 |           |
| 大分県         | テレビ大分（TOS）         | 日本テレビ系列 フジテレビ系列                | 月・火曜 23:59 - 翌0:54 | 2022年4月11日 - 2024年3月26日 | [ 注 31 ] |
| 宮崎県         | テレビ宮崎（UMK）         | 日本テレビ系列 フジテレビ系列 テレビ朝日系列 | 月・火曜 23:59 - 翌0:54 | 2022年4月11日 - 2024年3月26日 | [ 注 32 ] |
| 鹿児島県       | 鹿児島読売テレビ（KYT）   | 日本テレビ系列                               | 月・火曜 23:59 - 翌0:54 | 2022年4月11日 - 2024年3月26日 |           |

ネット配信
| 配信元 | 更新日時              | 備考                                     |
| ------ | --------------------- | ---------------------------------------- |
| TVer   | 水曜・木曜 17:00 更新 | 月曜・火曜それぞれの最新回限定で無料配信 |
| hulu   | 更新時間未定          | 有料会員は全回見放題                     |

## 問題となった放送
2022年3月21日放送のパイロット版での放送内容について、同月23日に公式ホームページ上に「女性の身体的特徴に関する発言、性的な発言などにより、視聴者の皆様に不快な思いをさせてしまったことを深くお詫び申し上げます。その際に、出演者が『ホッテントット』というアフリカの一部の地域の方々への差別表現を使いました。関係者の皆様、視聴者の皆様に重ねてお詫び申し上げます。」と、同日MCの前田日明の発言について謝罪文を掲載した。この事態を受け、生放送でのレギュラー放送スタートを見送り、事前収録にすることが3月28日に発表された。
初回となった同年4月11日の放送では村上が「前回までは生放送で伝えましたが、今回から収録でお送りいたします。」と切り出し、劇団が「何かあったんですかね?」と苦笑いすると、村上が「僕の言葉じゃなくて、日テレの言葉ですからね」と返した。劇団が「前回のパイロット版の時に『収録です』ってボケをしたら、本当になっちゃった」と嘆き、「6時間前に撮っているんだよね。編集は一応しないって言っているけど、だったら、生でいいじゃん。しかも、全部をチェックする精鋭が入っている、そんな環境で喋れないよ」とボヤきながらも「本当に申し訳なかった」と謝罪した上で「これは村上さんのキャリアに傷をつけるんじゃないか」と気遣い、村上は「楽しくやりましょうよ」と対応した。また、番組の最後でも小髙茉緒アナウンサーが「この番組は、令和の日本に最近起こった、そして、この先起こりそうな森羅万象について月曜日は村上信五さんと劇団ひとりさん、そして火曜日はオードリーの若林正恭さんと水卜麻美アナウンサーが、ポジティブかつハッピーに語り合う60分です」と番組コンセプトを説明し、「前回の放送では、視聴者の皆様からたくさんの厳しいご意見やご批判をいただきました」と言及し、最後は「真摯に受け止め、今後の番組づくりに活かしてまいります」と深々と頭を下げて謝罪をし、厳粛な空気の中で初回の放送は終了した。

## スタッフ
- 企画・監修：上利竜太
- ナレーション：山口由里子[82]（月、以前は月・火）、内藤裕子（火、2023年6月21日-）
- 構成：桜井慎一、オークラ、竹村武司、山内正之、成瀬正人、大谷裕一
- TM：上野豊（2023年6月5日-）
- TD：喜屋武寛之、鈴木昭博、東武志、川村雄一（全員→以前はTD/VE）【週替り】
- TD/VE：天内理絵、沼田広美、柳澤圭佑、船越正道、吉崎慶、三崎美貴、舘野真也、尾山直樹（尾山→以前はTD→一時離脱）【週替り、回によって異なる】
- SW：村松明、佐藤裕司、三井隆裕、後村武、小林宏義、岩永雄允、望月達史（岩永→以前はSW/CAM）【週替り】
- SW/CAM︰福田伸一郎、原島伸光、星勇次【週替り】
- CAM：森亮介、藤井梨絵、髙木亮、伊藤孝浩、細野和貴、片山雄斗、山下真司、島田佳奈、荻野祐也（片山→以前はVE→一時離脱）【週替り】
- MIX：小境健太郎、木本文子、櫻田勝博、赤池暢也、伊藤義典、山口直樹、中野裕介、滝口祐造、村瀬脩一、岡田洋一、中島和真、高田彰吾、安楽修平、梓沢曜平（安楽・梓沢→一時離脱→復帰）【週替り】
- VE：八木一夫、野平和之、北岡大輔、山口考志、竹(武)内萌江、岡本卓也、笈川太、萩野谷直樹、矢田部昭、橋詰聖仁、古手川大、明庭保昭、寺見遥希（橋詰→以前はTD/VE、古手川→一時離脱→復帰、明庭→以前はTD→一時離脱）【週替り】
- 美術：上條宏美（月・火）、山本澄子（2023年6月21日-、火）
- デザイン：熊崎真知子、山本莉子、佐藤香穂里（佐藤→2022年12月5日-）
- 照明：加藤恵介、市川朋樹、高見澤楓、藤山真緒、高(髙)橋明宏、名取孝昌、千葉雄、小笠原雅登、仲野貴信、木村弥史、小川勉、栗山真純、加藤(名取)明穂、井口弘一郎（仲野〜小川・加藤明・井口→一時離脱→復帰）【週替り】
- CG：小室泰樹（月、以前は月・火）、山口大樹（キャニットG、火、2023年6月21日-）
- リサーチ：高木洋志（パンドラ、火、2023年7月26日-）
- コンセプト監修：佐藤大輔（佐藤映像、月、以前は月・火）
- 装置：武遥菜
- 電飾：上船海
- EED：加納敏行（イカロス）【毎週】、神宮寺暁（イカロス）【不定期】
- MA：梶山恭一、中務匠（イカロス）【週替り】
- 音効：竹中幸治、杉村沙織（月）、舛谷佑樹（火）
- ECG：橋田可奈子、宮前芳恵（月）【週替り】
- ノンリニア：林田泉（2022年4月18日-、以前はノンリニアオペレーター）、高野和子（2022年10月4日-）、菅谷恵子（2022年12月5日-）、塩見万梨（2023年5月24日-）【週替り】
- モニター：インターナショナルクリエイティブ（2022年8月24日-）、一由雄太、吉邑光司【週替り】
- 技術協力：NiTRo（月・火）、ジャパンテレビ（2023年8月-、2022年12月13日-2023年7月は不定期モニター、火）
- 美術協力：日テレアート
- 制作進行：小松正樹
- TK：山際慎子、竹島祐子
- デスク：兒島理佳子
- ディレクター
  - （月）：三浦広大、西岡正純、河合亮輔、井上恭輔、藤原優太、池田翔、間嶋涼太、森田新之介、須藤亜麻音、北原加歩 / 白井拓人、池田彩乃、池田亮太、佐々木夏恋、宇都宮光、飯田美紅、根岸健尚、福田莉彩、三木千亜里、矢形太一、栗村はな、新井花林、黒澤望海、菊谷俊介、藤井竜也、齋藤慎之介【週替り】
  - （火）：大森千代美、田場亮耶、松崎秀峰、長田雄磨、小ヶ倉剛、長谷川雄平、吉田稔、財津猛、石橋風吾、糸賀綾香、山越由貴、関口正樹 / 小野真歩、八木洋平、綱島隼斗、伊藤彩恵花、斉藤萌、長谷川龍覇、山岸あゆ美、桐島聖奈、伊藤元太、高(髙)橋知子、茂木めぐみ、富樫海光、中村朱里、久田琴音、山田玲実【週替り】
  - （月/火）：佐々木織恵（以前は月曜ディレクター）【週替り】
- 演出
  - （月）：田村幸大、本田拓也、中山準士、河村哲平、細矢将司【週替り】、渡辺邦宏【毎週】
  - （火）：大樂和也、竹内遥香、廣瀬隆太郎、宮本将孝、藁科啓、大納啓汰、松尾郁弥（松尾→以前はディレクター/月曜演出）、小川大輔（小川→以前は月/火→火曜ディレクター）【週替り】
- プロデューサー：川口信洋、池山愛奈、曽我部奈美【毎週】
  - （月・火）：黒木智子、山田美穂、佐藤三羽一（黒木・佐藤→以前は毎週月・火プロデューサー、山田→以前は月曜プロデューサー）【週替り、曜日によって異なる】
  - （月）：森千花子、山口正博、市川義信、飯髙昌宏、藤森彩夏、氏家留香、田中千賀子、安田純奈（山口・市川→以前は月・火プロデューサー、市川→以前は月曜プロデューサー）
  - （火）：輿石将大、中村紀史、柴田雅美、上岡恵莉華、今野舞紀、篠田雅美、守澤はるか（守澤→以前は月曜プロデューサー）、熊田靖士、吉川美由紀【週替り】
- チーフプロデューサー：島田総一郎
- 協力：太田プロダクション（月）、ケイダッシュステージ（火）
- 制作協力：AXON
  - （月）：いまじん
  - （火）：passion
- 製作著作：日本テレビ

### 過去のスタッフ
- TM：佐藤勝義（2022年5月31日まで）、鎌倉和由（鎌倉→以前はSW）
- TD：鈴木雄仁、中村晋也、藤原将展【週替り】
- TD/VE：藤原達記、小峰祐司、横山秀樹【週替り、回によって異なる】
- SW：吉田健治、松尾良次、浅田昇【週替り】
- CAM：池田純哉、山内剛、渡辺浩、門田健、水梨潤、細野佑介、中村哲也、矢作陽一、茅野竜徳、秋元辰也、大庭茂嗣、出野裕史、早川智晃【週替り】
- MIX：中山貴晴、亘美千子、依田真和【週替り】
- VE：山口郁馬、鬼頭知佐、向山江梨佳、八谷勇太郎、高橋卓、小山龍一【週替り】
- 照明：粂野高央、村上洋平、高星武志、長谷川剛史、大前英樹、大野精一、池長正宏、菅原佑介、大場浩、中山佑宇、貫井亜廉、掛橋司、大矢晃【週替り】
- 美術：滋田由布子
- 音効：石川良則、古賀香澄【週替り】
- ECG：吉本江里菜、馬屋原彩咲、鈴木愛実【週替り】
- ディレクター
  - （月）：今成直人、三木茜、村松佑亮、田中健太 / 池田一平、桑島知大、石井柚奈【週替り】
  - （火）：木島雄大 / 寺西智紀、野田理紗子、町田珠英莉、石井柊、高橋恭依、飯田颯、増田唯、大野真優子、平山結衣、川西瑛太、赤田未来、杉村由香子、石川あゆ、上ノ堀葵維、杉本亜沙美【週替り】
- 演出
  - （火）：吉川真一朗、和田英智、蒲龍太郎【週替り】
- プロデューサー：矢野尚子（2022年6月6日-11月29日、以前は統轄プロデューサー）、久道恵（2022年11月29日まで）、田中俊光（2023年5月31日まで）
  - （月）：成子美里、田中真理【週替り】
  - （火）：後藤清美【週替り】
- 統轄プロデューサー：中谷聡（2022年6月6日-11月29日）、宮本誠臣（2022年12月5日-2023年5月31日）
- 協力：ジャニーズ事務所（月）